# Dariya Nikitichna Dobroczajeva
Dariya Nikitichna Dobroczajeva (ukrainska: Дарія Микитівна Доброчаєва), född 30 mars 1916 i Chmelnytskyj oblast, död 1 december 1995 i Kiev, var en ukrainsk botaniker och universitetslärare.
Auktorsnamnet Dobrocz. kan användas för Dariya Nikitichna Dobroczajeva i samband med ett vetenskapligt namn inom botaniken; se Wikipediaartiklar som länkar till auktorsnamnet.

## Beskrivna arter
1. Centaurea alutacea Dobrocz. 1949
2. Centaurea czerkessica Dobrocz. och Kotov, 1962
3. Centaurea nigriceps Dobrocz. 1946
4. Centaurea pseudomaculosa Dobrocz. 1949
5. Centaurea pseudocoriacea Dobrocz. 1949
6. Centaurea ternopoliensis Dobrocz. 1949
7. Anthemis subtinctoria Dobrocz. 1961
8. Anthemis parviceps Dobrocz. och Fed. ex Klokov, 1974
9. Anthemis zephyrovii Dobrocz. 1961
10. Echium popovii Dobrocz. 1977
11. Myosotis popovii Dobrocz. 1957
12. Onosma guberlinensis Dobrocz. och Vinogr. 1966
13. Onosma macrochaetum Klokov och Dobrocz. 1957
14. Onosma volgense Dobrocz. 1977
15. Symphytum popovii Dobrocz. 1968
16. Spiraea litwinowii Dobrocz. 1954
17. Trapa danubialis Dobrocz. 1955
18. Trapa flerovii Dobrocz. 1955
19. Trapa macrorhiza Dobrocz. 1955
20. Helianthemum creticola Klokov och Dobrocz. 1974
21. Helianthemum cretophilum Klokov och Dobrocz. 1974